# La soñadora
La soñadora war ein mexikanischer Film aus dem Jahr 1917 der Filmregisseure Eduardo Arozamena und Enrique Rosas aus dem Jahr 1917. Der Stummfilm war ein Melodrama und erzählte die Geschichte einer unglücklichen Liebe. Der Künstler Ernesto schildert seinen Freunden seine Liebe zu Emma, die erst für ihn Model saß und dann zu seiner Geliebten wurde. Eines Tages verschwand sie plötzlich aus seinem Leben. Sechs Jahre später kehrt Emma zu Ernesto zurück und erzählt ihm, dass sie sechs Jahre inhaftiert war, weil sie die Rivalin um der Liebe eines anderen Mannes willen umgebracht hatte. Ernesto ist mittlerweile Soldat und für Gefangene verantwortlich. Als er einen der Inhaftierten fliehen ließ, wird ihm vorgeworfen, ein Verräter zu sein. In der folgenden Auseinandersetzung wird Ernesto erschossen. Am Ende des Films erfährt Emma von seinem Tod und bricht zusammen.
Der Film wurde von Azteca Films produziert und auf dem Studiogelände in Mexiko-Stadt gedreht. La soñadora wies für die Entstehungszeit eine komplexe Erzählstruktur mit Rückblenden auf. So wird aus der Rahmenhandlung heraus erst Ernestos und dann Emmas Lebensgeschichte geschildert. Sara García, die in den folgenden Jahren zu einer der beliebtesten mexikanischen Schauspielerinnen werden sollte, ist in einer Nebenrolle zu sehen.